# Othello (manga)
Othello (オセロ?) este o manga shōjo creată de Satomi Ikezawa. Inițial a fost publicată în Bessatsu Friend, iar apoi colectată în 7 volume. Mai târziu, a fost distribuită și în America de Nord de editura Del Rey Manga. Seria urmărește povestea unei adolescente timide și naive din Japonia, cu o dublă personalitate.
Titlul nu este inspirat din piesa lui Shakespeare, Othello, ci de jocul numit Othello. Acest joc implică mutarea înainte și înapoi a unor piese albe și negre, care le reprezintă pe Nana și Yaya.

## Subiectul
Yaya este o adolescentă timidă și tăcută cu o pasiune pentru cântat, J-rock, a se costuma în lolita gotică și muzică în general. Dar are un secret: când se uită în oglindă sau se lovește la cap, cea de-a doua personalitate a lui Yaya, numită Nana, preia contrul asupra corpului și o apără pe Yaya de persoanele care i-ar putea face rău, spunând apoi ”S-a făcut dreptate!” sau ”Pedeapsa celestă!”.
Seria gravitează în jurul aventurilor lui Yaya și Nana împotriva tiranilor, perverșilor și în general, împotriva persoanelor rele. De asemenea, manga are legătură cu muzica, multe dintre personaje având conexiuni cu industria muzicală sau cântând într-o trupă.

## Personaje

### Personajele principale
Yaya Higuchi
Yaya este o adoleșcentă inocentă și timidă care,din cauza personalității ei, este atacată și ridiculizată constant de persoane care se consideră prietenii ei. Ei îi place să se costumeze în lolita gotică duminica și îi plac formațiile de rock japonez, însă nimeni nu știe asta, ea considerând asta ”adevărata ei natură”. Yaya este interesată de o formație de J-rock numită Juliet și îl admiră pe vocalist, chiar dacă această trupă s-a destrămat cu mult timp în urmă. Ca rezultat al felului cum se purta lumea cu ea, Yaya dezvoltă o a doua personalitate numită Nana. Yaya trăiește cu frica de a înnebuni, neputând să-și amintească ce a făcut în anumite momente și neștiind de prezența lui Nana. Nana de obicei apare când Yaya se uită în oglindă, se lovește la cap sau doarme, câteodată chiar și atunci când Yaya are mare nevoie de ea. Când află despre cea de-a doua personalitate, Yaya se închide în ea, lăsând-o pe Nana să preia controlul. Mai târziu, cele două fete ajung la înțelegerea să împartă corpul, dar într-un final, când Yaya devine mai puternică, intervențiile lui Nana devin inutile, iar aceasta dispare. Totuși,se menționează faptul că o parte din personalitatea lui Nana a rămas cu Yaya.
Nana
Spre deosebire de Yaya, Nana este dură, șireată, sarcastică și curajoasă. Aceasta intervine de fiecare dată când Yaya are nevoie de ajutor fiindcă nu se poate apăra singură. Replica ei, de fiecare dată când își realizează scopul propus este ”S-a făcut dreptate!”. Nana ajunge să cânte cu ”Black Dog”, iar într-un final, cu Yaya. Ea preia controlul pentru o perioadă lungă atunci când Yaya se închide în sine. La final, Nana dispare pentru ca Yaya nu mai avea nevoie de ea.
Moriyama
Colegul de clasă al lui Yaya și un chitarist talentat, acesta ajunge să se îndrăgostească de Yaya. La începutul seriei, Yaya îl consideră răuvoitor, dar pe parcurs îi descoperă latura bună. El este unul din puținii oameni care sunt drăguți cu Yaya și o ajută când prezența lui Nana devine copleșitoare. Acesta este vocalistul unei formații rock, Black Dog, și o lasă pe Yaya să devină managerul trupei. Atunci el își dă seama că o iubea pe Yaya la fel de mult cum ea îl iubea pe el.

### Personaje secundare
Seri și Moe
Două colege de clasă ale lui Yaya și așa numite prietene ale ei, care au o plăcere în a o tortura. Ele o poreclesc și o tratează ca pe o servitoare și sunt primele care descoperă că lui Yaya îi place să se costumeze în lolita gotică dar eșuează în a arăta tuturor acest lucru, fiind oprite de Nana.
Shōhei
Un prieten de-al lui Moriyama care este interesat de vocea lui Nana. Yaya îl idolatrizează fiindcă era fostul vocalist al trupei ”Juliet”, o trupă rock creată de industria muzicală. Shōhei susține că nu mai are nici o legătură cu trupa ”Juliet”.
Megumi Hano (Hano-chan)
O studentă transferată, deșteaptă și optimistă care se dovedește a fi sadică, geloasă, egoistă, manipulatoare și o mare fană a lui Moriyama. Aceasta se fixează asupra lui Yaya când descoperă cât de apropiată este ea de Moriyama. Hano o presează pe Yaya să semneze un contract care ar introduce-o în industria muzicală și astfel l-ar cunoaște pe Shōhei. Dar, de fapt, Hano aproape o forțează să se prostitueze pentru a-i aduce profit. Nana o învinge.
Shūko
Fosta iubită a lui Moriyama, care apare deodată cu scopul de a-l lua pe Moriyama înapoi, exact când se apropiase de Yaya. Shūko îi spune lui Yaya despre cea de-a doua personalitate. Când Shūko descoperă ca Moriyama o iubea pe Yaya, aceasta se retrage.

### TrupaBlack Dog
Trupa în care Moriyama este vocalist și chitarist principal. Ceilalți trei membrii, Furuta, Ukon și Awane, sunt la vârsta de colegiu. Numele vine de la cântecul formației Led Zeppelin ,”Black Dog”.